# Patelloida signata
Patelloida signata is een slakkensoort uit de familie van de Lottiidae. De wetenschappelijke naam van de soort werd in 1901 voor het eerst geldig gepubliceerd door Henry Augustus Pilsbry.